# Glasehausen
Glasehausen is een gemeente in de Landkreis Eichsfeld in
Thüringen in Duitsland en telt 159 inwoners.
Glasehausen ligt aan de Uerdinger Linie, in het traditionele gebied van de Nederduitse dialect Oostfaals. Glasehausen ligt tussen Günterode en Etzenborn. Glasehausen
is niet ver van de grens van Nedersaksen.

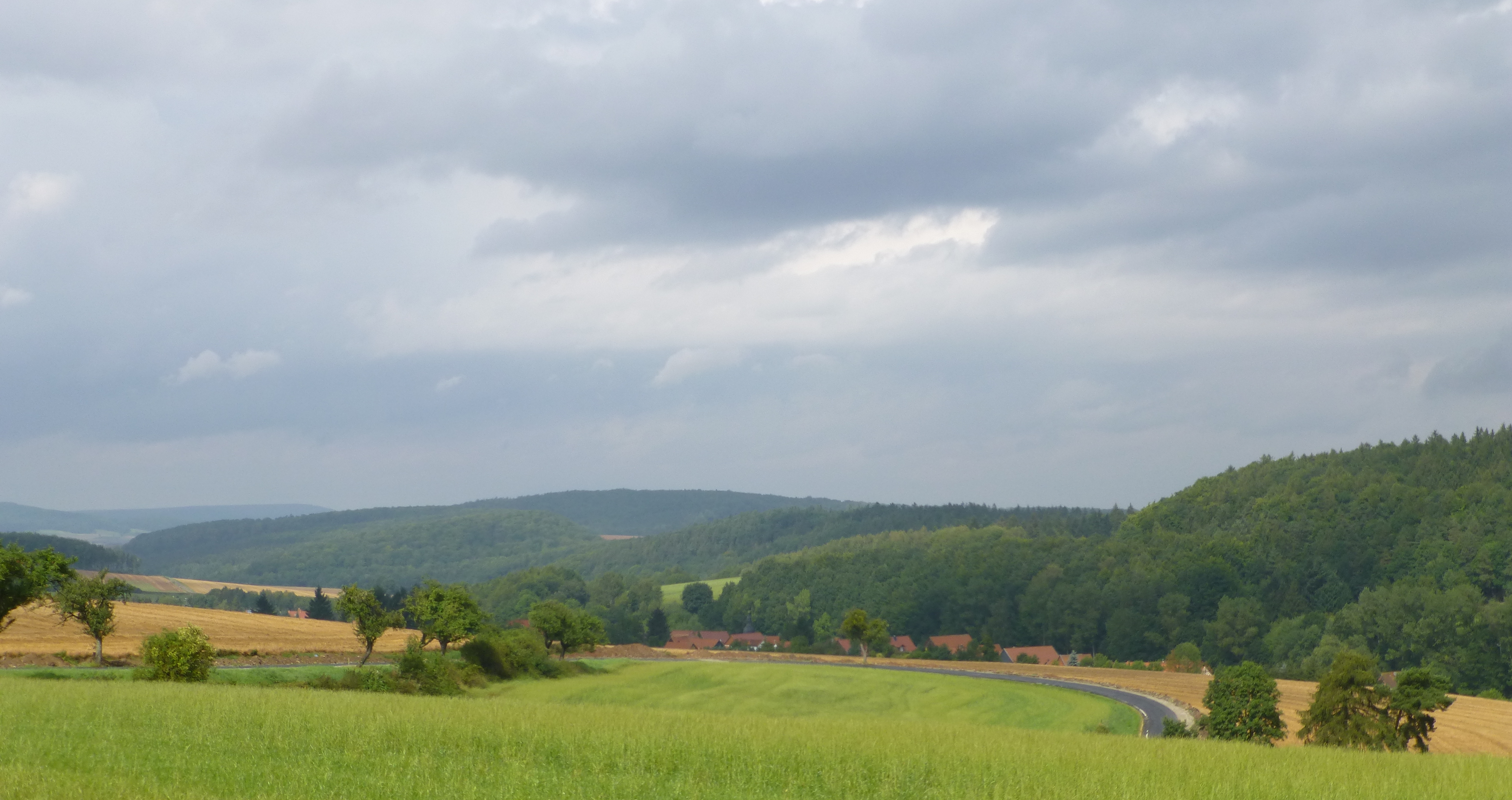
Glasehausen
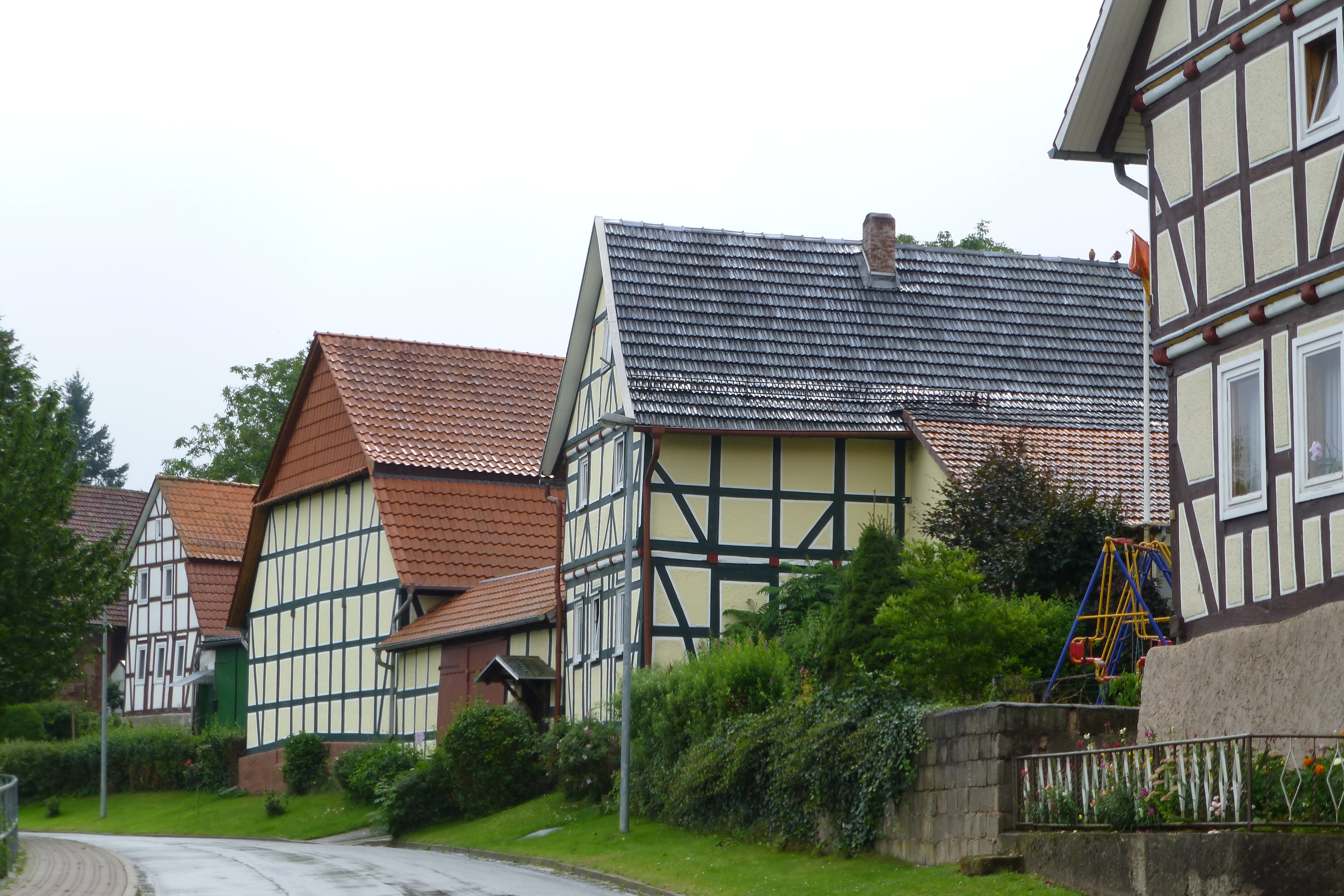
Dorpsstraat
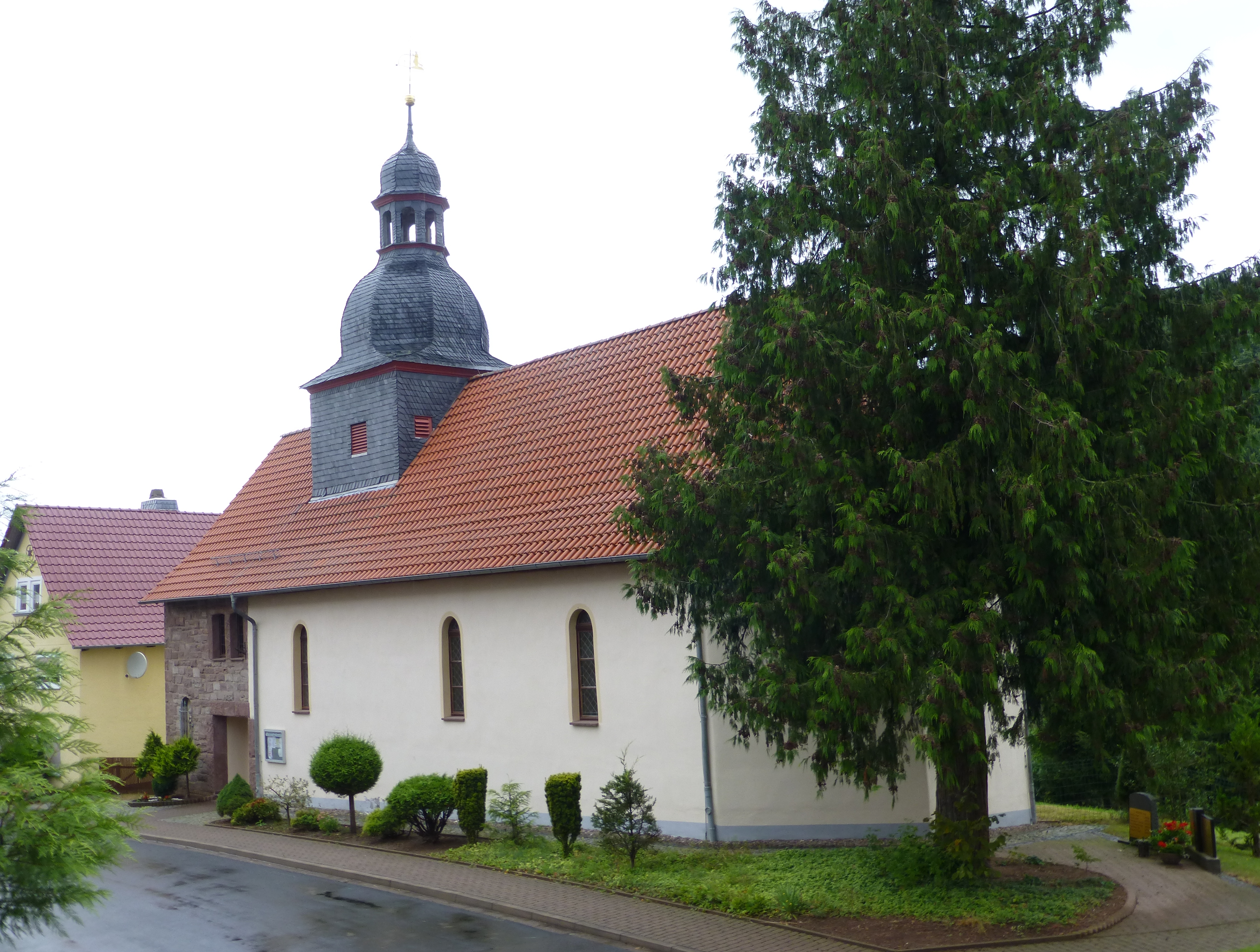
Kerk van Johannes de Doper